# Божко, Александр Михайлович
Александр Михайлович Божко (1906—1984) — советский педагог. Народный учитель СССР (1980).

## Биография
Александр Божко родился 2 ноября 1906 года в слободе Рудня (ныне Волгоградская область, Россия), украинец. Семья происходила из  крепостных князей Четвертинских, переселённых с Волыни на новые земли.
В 1928 году окончил Саратовский университет.
В 1930-х годах был назначен заместителем наркома просвещения Северо-Осетинской АССР. Под его руководством на территории было открыто большое число средних и начальных школ, а также первая в республике музыкальная школа. Затем возглавлял отдел народного образования Орджоникидзевского городского Совета депутатов трудящихся.
В сентябре 1937 года был арестован по обвинению контрреволюционном заговоре и в июле 1938 года приговорён к 12 годам исправительно-трудовых лагерей. Наказание отбывал в Соловецком лагере.
После освобождения вернулся на Северный Кавказ и снова стал заниматься педагогической деятельностью. Работал учителем, а затем директором средней школы № 2 Кисловодска Ставропольского края.
Умер 23 октября 1984 года в Кисловодске. Похоронен на Городском (Белореченском) кладбище.

## Награды и звания
- Заслуженный учитель школы РСФСР (1963)
- Народный учитель СССР (1980)
- Орден Ленина
- Медаль Н. К. Крупской